# Касто
Касто (итал. Casto, ломб. Cast) — коммуна в Италии, в провинции Брешиа области Ломбардия.
Население составляет 1907 человек, плотность населения составляет 91 чел./км². Занимает площадь 21 км². Почтовый индекс — 25070. Телефонный код — 0365.
Покровителем коммуны почитается святой Антоний Великий, празднование 17 июня.